# Tebe tražim, Bože moj
Tebe tražim, Bože moj je šesti nosač zvuka klape Hrvatske ratne mornarice, Sveti Juraj. Sadrži četrnaest pjesama iz njezina bogatog duhovnog opusa i napjeve iz Dalmatinske mise maestra Vladana Vuletina. Pošto su u više navrata izvodili te duhovne skladbe, članovi Klape, predvođeni Markom Bralićem, odlučili su ih ovjekovječiti u svojoj interpretaciji te su snimili nosač zvuka simboličnog naziva, koji je predstavljen na Danima kršćanske kulture u Splitu i Šibeniku.